# Chercos (kommunhuvudort)
Chercos är en kommunhuvudort i Spanien.   Den ligger i provinsen Provincia de Almería och regionen Andalusien, i den södra delen av landet, 400 km söder om huvudstaden Madrid. Chercos ligger 915 meter över havet och antalet invånare är 285.
Terrängen runt Chercos är lite bergig. Runt Chercos är det glesbefolkat, med 10 invånare per kvadratkilometer. Närmaste större samhälle är Macael, 9,2 km norr om Chercos. Omgivningarna runt Chercos är i huvudsak ett öppet busklandskap.